# Quespisiquis
Quespisiquis (em grego clássico: Chespisichis), também chamado Consu (Khonsu) ou Quensu (Khensu), é um antigo deus egípcio cujo papel principal está associado à lua. Seu nome significa "viajante" e isto pode referir-se a viagens noturnas da lua no céu. Juntamente com Tote, representa a passagem no tempo. Quespisiquis foi fundamental na criação de nova vida em todos os seres vivos. Em Tebas, ele fazia parte de uma tríade com Mut, sua mãe, e Amom, seu pai. Em Com Ombo, era venerado como filho de Suco e Hator.

## Biografia
Normalmente ele é retratado como uma múmia com o símbolo da infância, uma sidelock de cabelo, bem como a menat colar com bandido e malho. Ele tem ligações estreitas com outras crianças, como divino Hórus e Su. Ele às vezes é mostrado vestindo um falcão da cabeça como Horus, com quem ele está associado como um protetor e curandeiro, enfeitados com o sol disco ea lua crescente.
Ele é mencionado nos Textos das Pirâmides e Textos dos Sarcófagos, no qual ele é retratado em um aspecto feroz, mas não ganha destaque até o Novo Reino, quando ele é descrito como o "Maior Deus dos Grandes Deuses". A maior parte da construção do complexo do templo de Carnaque foi centrada em Quespisiquis durante o Período Raméssida. Seu templo em Carnaque está relativamente em um bom estado de conservação e em uma das paredes está representado um cosmogenia em que Quespisiquis é descrito como a grande serpente que fertilizou o Ovo Cósmico da criação do mundo.
Quespisiquis possui uma reputação como curandeiro que ultrapassa o Egito como a lenda em que a princesa de Bequetem instantaneamente foi curada de uma doença, quando uma imagem de Quespisiquis chegou. Rei Ptolomeu IV chamava a si mesmo como "Amado de Quespisiquis Quem Defende Sua Majestade e Dispersarei os Maus Espíritos" após ter sido curado de uma doença. Mênfis, Hibis e Edfu foram aos locais de culto de Quespisiquis.

## Aparições na mídia:
Aparece nas obras d'O Cavaleiro da Lua da Marvel com o nome Khonshu e é o responsável pelos poderes sobrenaturais do personagem. 